# Magistralinis kelias A9
A9 ist eine Fernstraße in Litauen. Sie ist Teil der Europastraße 272.

## Verlauf
Die Straße führt in Panevėžys in Verlängerung der von der Hauptstadt Vilnius (Wilna) kommenden Magistralinis kelias A2 über Smilgiai, Šeduva und Radviliškis nach Šiauliai (Schaulen). Dort bildet die Fernstraße Magistralinis kelias A11 ihre Fortsetzung nach Palanga.
Die Länge der Straße beträgt rund 79 km.